# Apalus binaevus
Apalus binaevus là một loài bọ cánh cứng trong họ Meloidae. Loài này được Prochazka miêu tả khoa học năm 1892.